# Волф III фон Шьонбург-Глаухау
Волф III фон Шьонбург-Глаухау (на немски: Wolf III von Schönburg-Glauchau; Wolfgang III, Freiherr von Schönburg-Penig; * 8 септември 1536, Пениг; † 17 август 1612, Пениг) е фрайхер на Шьонбург-Глаухау и господар на Пениг в Средна Саксония (1556 – 1612).

## Произход и управление
Той е най-големият син на фрайхер Волф II фон Шьонбург-Глаухау-Пениг (1532 – 1581) и първата му съпруга Анна Шенк фон Ландсберг († 13 септември 1568), дъщеря на Вилхелм Шенк фон Ландсберг († 1559) и Магдалена Ройс фон Плауен († 1571). Внук е на фрайхер Ернст II фон Шьонбург-Валденбург-Лихтенщайн (1486 – 1534) и бургграфиня Амалия фон Лайзниг, наследничка на Пениг (1508 – 1560). Баща му се жени втори път на 13 август 1570 г. за Йохана фон Шерфенберг († 1582).
Волф III следва кратко в университета в Йена, през 1571 г. по желание на баща му се мести в Страсбург и 1574 г. в Женева, след това в Безансон (1575). Пътува два пъти през Италия, Малта и Южна Франция.
През 1581 г. в Пениг има чума и баща му Волф мести резиденцията си в Роксбург в Лунценау. Баща му се заразява от чума по времето на сватбата на Волф III и скоро умира на 18 септември 1581 г. в Роксбург на 48 години и е погребан там в селската църква.
През 1581 г. Волф III, заедно с брат му Йохан Ернст (* 23 февруари 1563; † 14 април 1586), поема управлението в господствата Пениг, Векхселбург и Роксбург. През 1586 г., след смъртта на брат му Йохан Ернст, той е единственият собственик.
Волф III в началото резидира в дворец Роксбург, но след големия пожар през 1582 г. той трябва да се премести в Пениг. От 1592 до 1596 г. той построява отново двореца и има заради това големи финансови задължения. През 1603 г. той продава собствеността в Бохемия.
Умният Волф III се ангажира активно в политиката на Курфюрство Саксония. Той много е ценен от курфюрст Кристиан I от Саксония, от администратор херцог Фридрих Вилхелм I от Саксония-Ваймар и курфюрст Кристиан II от Саксония. Изпращан е на различни дипломатически мисии. През 1594 г. Волф присъства на имперското събрание в Регенсбург и през 1596 г. като саксонски пратеник на короноването на крал Кристиан IV от Дания в Копенхаген. При отсъствието на курфюрст Кристиан II той става през 1606 г. щатхалтер в Дрезден. През 1610 г. той придружава курфюрста до Прага. Понеже пропуска да уточни наследството си между осемте му сина се стига до наследствени конфликти, дори до така нареченото „Шьонбургско братоубийство“ през 1617 г. на Ото Вилхелм от брат му Волф Ернст (1582 – 1622) в дворец Хинтерглаухау.
Волф III фон Шьонбург-Глаухау умира на 17 август 1612 г. в Пениг на 75 години. На 7 август 1700 г. цялата фамилия е издигната от император Леополд I на имперски графове. Клоновете Шьонбург-Валденбург, Шьонбург-Хартенщайн съществуват до днес като Шьонбург-Глаухау.

## Фамилия
Първи брак: на 27 август 1581 г. с Елизабет Чернембл (* 15 септември 1563; † 28 март 1601), дъщеря на Йохан (Ханс) Чернембл (1536 – 1595) и Барбара фон Щархемберг (1542 – 1584). Те имат шестнадесет деца:
- Волф Ернст фон Шьонбург-Пениг (* 9 юли 1582; † 16 май 1622), женен на 9 октомври 1616 г. за Амалия Вероника фон Папенхайм († 12 декември 1648)
- Анна Барбара (* 13 май 1583; † 14 май 1625, Пениг), омъжена на 23 ноември 1600 г. в Пениг за граф Фридрих Каспар Колонна де Фелс († 1615)
- Йохан Георг фон Шьонбург-Роксбург (* 13 юни 1584; † 24 март 1636/37), женен за графиня Сузана Шлик (* 1615; † 31 май 1639)
- Кристоф Фридрих (* 10 октомври 1585; † 26 април 1607)
- Ото Вилхелм (* 7 март 1587; † 28 ноември 1617), женен за Бенигна зе Швамберка (* 18 април 1599; † 17 декември 1648), дъщеря на Ян Жири зе Швамберка и Алцбета Колона де Фелс
- Хуго (* 15 август 1588; † 28 май 1589)
- Йохан Хайнрих фон Шьонбург-Ремзе (* 21 септември 1589; † 1 август 1651), женен 1639 г. за графиня Мария Сибила фон Мансфелд цу Хинтерорт (* 7 юли 1608; † 29 март 1642)
- Елизабет (* 15 септември 1590; † 1 ноември 1631)
- Сузана (* 28 ноември 1591; † 20 октомври 1656)
- Магдалена (* 23 ноември 1592; † 28 август 1658)
- Регина (* 3 ноември 1592; † 2 декември 1633
- Анна Мария (* 28 ноември 1593; † 26 декември 1593)
- Йохан Каспар фон Шьонбург-Фордерглаухау (* 27 декември 1594; † 23 януари 1644), женен I. на 9 юли 162 г. за Елизабет фон Шьонбург-Лихтенщайн (* 12 май 1600; † 30 януари 1634), II. на 2 октомври 1636 г. в Глаухау за графиня София Мария Ройс цу Бургк (* 18 юни 1614; † 21 май 1690)
- Август Зейфрид фон Шьонбург-Фордерглаухау (* 4 февруари 1596; † 17 септември 1631)
- София (* 22 февруари 1597; † 17 декември 1654)
- Кристиан фон Шьонбург-Цшилен (* 17 април 1598; † 16 август 1664), женен I. на 19 февруари 1633 г. за Агнес фон Шьонбург-Глаухау (* 27 юли 1606; † 3 март 1643), II. на 30 ноември 1645 г. в Рукхсбург за Агнес Елизабет Ройс цу Оберграйц (* 30 септември 1629; † 21 юни 1675)

Втори брак: на 16 ноември 1601 г. в Пениг с Анна Барбара Ройс-Плауен (* 22 април 1585; † 5 май 1629), дъщеря на Хайнрих V Роус-Грайц (1549 – 1604) и Мария фон Шьонбург-Валденбург (1565 – 1628). Те имат един син:
- Волф Хайнрих I фон Шьонбург-Пениг (* 7 ноември 1605, Пениг; † 5 декември 1657, Пениг), господар на Шьонбург-Пениг, женен на 3 юли 1636 г. в Прага или на 9 юли 1636 г. в Пениг за Юдит Ева Ройс-Бургк (* 26 февруари 1614; † 28 ноември 1666)